# Wiesmann GT MF 5
Wiesmann GT MF5 – sportowy samochód osobowy produkowany przez niemiecką firmę Wiesmann od roku 2008. Następca modelu GT. Dostępny jako 2-drzwiowy roadster. Do napędu użyto silnika V10 o pojemności pięciu litrów pochodzącego z BMW M6. Moc przenoszona była na oś tylną poprzez 7-biegową manualną skrzynię biegów.

## Dane techniczne

### Silnik
- V10 5,0 l (4999 cm³), 4 zawory na cylinder, DOHC
- Układ zasilania: wtrysk
- Średnica × skok tłoka: 92,00 mm × 75,20 mm
- Stopień sprężania: 12,0:1
- Moc maksymalna: 507 KM (373 kW) przy 7750 obr./min
- Maksymalny moment obrotowy: 520 N•m przy 6100 obr./min
- Maksymalna prędkość obrotowa silnika: 8250 obr./min

### Osiągi
- Przyspieszenie 0-100 km/h: 3,9 s
- Prędkość maksymalna: 310 km/h
- Średnie zużycie paliwa: 14,8 l / 100 km